# Air Slovakia
AIR SLOVAKIA, spol. s r.o. – obecnie nieistniejąca słowacka linia lotnicza. Miała siedzibę w Bratysławie. Głównym węzłem był port lotniczy Bratysława.

## Kierunki lotów
Air Slovakia była linią wykonującą połączenia czarterowe ze Słowacji, Węgier i Czech oraz połączenia regularne. Do zamknięcia linia wykonywała połączenia do następujących portów lotniczych:
 Hiszpania
- Barcelona – Port lotniczy Barcelona

 Indie
- Amritsar – Port lotniczy Amritsar

 Słowacja
- Bratysława – Port lotniczy Bratysława

 Wielka Brytania
- Birmingham – Port lotniczy Birmingham

 Włochy
- Mediolan – Port lotniczy Bergamo-Orio al Serio

## Flota
1x Boeing 737-200 (OM-RAN)

4x Boeing 737-300 (OM-ASC, OM-ASD, OM-ASE, OM-ASF)

1x Boeing 757-200 (OM-ASG)